# پتس ات هوم

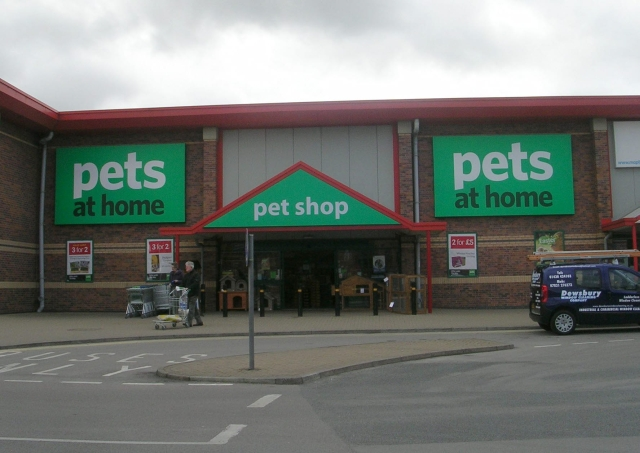
پتس ات هوم، یکی از شرکت های بریتانیایی است.

پتس ات هوم (انگلیسی: Pets at Home) شرکت خرده‌فروشی بریتانیایی است، که در سال ۱۹۹۱ تأسیس شد.